# توبره‌ریز (دهگلان)
توبره‌ریز ، روستایی از توابع بخش مرکزی شهرستان دهگلان در استان کردستان ایران است.تپه باستانی توبره ریز در این روستا قرار دارد ، که یکی از چند جاذبه باستانی شهرستان دهگلان است. این تپه حدود ۲۰۰۰سال قدمت دارد که چندین آثار باستانی بدون مجوز میراث فرهنگی از آن خارج شده است.این تپه در سال ۱۳۸۳ در  فهرست آثار ملی کشور قرار گرفت.

## جمعیت
این روستا در دهستان حومه دهگلان قرار دارد و براساس سرشماری مرکز آمار ایران در سال ۱۳۸۵، جمعیت آن ۳۳۶ نفر (۷۳خانوار) بوده‌است.